# 阿拉善厄魯特旗
阿拉善厄魯特旗，又稱西套額魯特旗、阿拉善額魯特旗、阿拉善和碩特旗，是中國清代、民國時西套蒙古的一旗。
康熙三十六年（1697年）置。其地東至寧夏府邊外，南至甘州、涼州邊外地，西至古爾鼐接額濟納土爾扈特旗，北至戈壁接札薩克圖汗部地界。大致相當於今內蒙古自治區阿拉善左旗、阿拉善右旗一帶。阿拉善厄魯特旗自為一部，設札萨克一人。不入盟，直属理藩院，并受陝甘總督節制。1949年9月，該旗亲王達理札雅通電歸附中共。1950年，置“阿拉善和碩特旗自治區”，1951年改為阿拉善自治區，1954年改為阿拉善旗，划归内蒙古自治区巴彦淖尔盟。1961年4月，分為阿拉善左、右二旗。

## 历史沿革
- 阿拉善厄魯特旗出自厄魯特蒙古和碩特部。和碩特部原居於新疆。明末清初，和碩特為準噶爾部所迫，固始汗之孙和囉哩率部遷至甘肅甘州邊外遊牧。康熙二十五年（1686年），賜和囉哩駐牧於寧夏邊外。康熙三十六年（1697年），封和囉哩為札薩克多羅貝勒，授札薩克，置阿拉善和碩特旗，駐定遠城（今阿拉善左旗巴彥浩特鎮）。雍正二年（1724年），該旗貝勒晉封郡王，乾隆三十年（1765年）晉和碩親王，並准世襲。
- 中华民国成立后，改为宁夏省阿拉善霍碩特特別旗。中华人民共和国成立后，于1950年代划归内蒙古自治区。

## 延伸阅读
[在维基数据编辑]
 《清史稿/卷520》，出自趙爾巽《清史稿》